# تغییر اجتماعی
تغییرات اجتماعی (به انگلیسی: Social change) عبارت است از پدیده‌های قابل رؤیت و قابل بررسی در مدت زمانی کوتاه به صورتی که هر شخص معمولی نیز در طول زندگی خود یا در طول دورهٔ کوتاهی از زندگی‌اش می‌تواند یک تغییر را شخصاً تعقیب نماید، نتیجه قطعی‌اش را ببیند یا نتیجهٔ موقتی آن را دریابد.
مفهوم تغییر اجتماعی با مفهوم دگرگونی اجتماعی متفاوت است؛ زیرا تحول یا دگرگونی اجتماعی در طول یک دورهٔ طولانی، طی یک یا شاید چند نسل در یک جامعه رخ می‌دهد و بررسی یک تحول اجتماعی، نیازمند نوعی بررسی تاریخی جامعه است.

## انواع تغییر اجتماعی
تالکوت پارسونز تغییر اجتماعی را به دو قسم تقسیم می‌کند:
- اول: تغییراتی که در بعضی قسمت‌های سیستم یا خرده سیستم‌ها روی می‌دهد یعنی تغییر به حدی کوچک است که جامعه تنها دچار تلنگری می‌شود و اتفاق بزرگی رخ نمی‌دهد .
- دوم: نیروی مؤثر در تغییر آن قدر قوی است که باعث دگرگونی جامعه می‌شود و این تغییر یک تغییر ساختی است.

## ویژگی‌های اصلی یک تغییر اجتماعی
تغییر اجتماعی:
1. یک پدیدهٔ جمعی است؛ یعنی تغییر اجتماعی باید بخش بزرگ و مهم جامعه را در بر بگیرد و عمومی باشد.
2. باید یک تغییر ساختی باشد یعنی تغییری کلی در سازمان اجتماعی به وجود آورد.
3. باید استوار و مدام باشد؛ یعنی گذرا نباشد.
4. باید بتوان زمانی برای آغاز آن در نظر گرفت؛ یعنی در یک دورهٔ زمانی اتفاق افتاده باشد.

در یک جمله تغییر اجتماعی باید در جریان تاریخی یک کشور تأثیر بگذارد.